# Eva Hedén
Eva Hilda Maria Hedén, född Cederlund den 7 januari 1882 i Carl Johans församling, Göteborg, död den 12 december 1976 i Hägersten, var en svensk författare.
Hon var dotter till sjökaptenen Adolf Christian Walentin Cederlund och Maria Schöldström. Både Eva Hedén och hennes syster Anna Cederlund studerade till folkskollärare på Kalmar folkskoleseminarium. Hon fick sin första lärarinneplats i Össeby-Garn i Roslagen där hon mötte hon sin make Erik Hedén, som hon gifte sig med 1911.
Makarna Hedén är begravda på Norra begravningsplatsen utanför Stockholm.